# Sleepy Hallow
Sleepy Hallow (* 20. Dezember 1999 in Jamaika; eigentlich Tegan Joshua Anthony Chambers) ist ein New Yorker Drill- und Trap-Rapper. 2020 hatte er seinen Durchbruch mit dem TikTok-Hit Deep End Freestyle.

## Biografie
Der gebürtige Jamaikaner Tegan Chambers wuchs in Flatbush im New Yorker Stadtteil Brooklyn auf. Als sich seine Hoffnungen auf eine Basketballkarriere nicht erfüllten, wandte er sich dem Rap zu. Seine ersten Aufnahmen wie Disrespect und Haters Hurtin’ machte er 2017 zusammen mit seinem Kumpel Sheff G. Auch in den folgenden Jahren entstand viel gemeinsam, bis jeder von ihnen 2019 sein eigenes Mixtape veröffentlichte.
Im Frühjahr 2020 gelang Chambers alias Sleepy Hallow dann der Durchbruch mit Deep End Freestyle, das ein viraler Hit bei TikTok wurde. Es basiert auf einem Sample aus Deep End der Sängerin Fousheé. Der Song schaffte sowohl in den USA als auch in Großbritannien den Einstieg in die Charts und erreichte Platinstatus. Er nahm es auch auf sein zweites Mixtape Sleepy Hallow Presents: Sleepy for President auf, das ebenfalls in die Charts kam.
Nach dem Erfolg bot ihm RCA einen Plattenvertrag an und er begann mit den Arbeiten an seinem ersten Studioalbum. Still Sleep? wurde 2021 fertiggestellt. Vorab erschien der Song 2055, der nicht nur sein zweiter US-Singlehit wurde, sondern auch europaweit erfolgreich war. Das Album schaffte es anschließend in die Top 20 der US-Albumcharts und konnte sich auch im Ausland in einigen Charts platzieren.
Im Mai 2023 wurde Sleepy Hallow im Rahmen eines Zugriffs gegen das organisierte Verbrechen verhaftet und zusammen mit dem wegen anderer Verbrechen in Haft befindlichen Drillrapper Sheff G wegen Verschwörung zum Mord angeklagt.

## Diskografie
Alben
- Don’t Sleep (Mixtape, 2019)
- Sleepy Hallow Presents: Sleepy for President (Mixtape, 2020)
- The Black House (EP, 2020)
- Still Sleep? (2021, UK: Silber)

Lieder
- Disrespect (mit Sheff G, 2017)
- Haters Hurtin’ (mit Sheff G, 2017)
- Breakin Bad (Okay) (mit Sheff G, 2020, US: Gold)
- Deep End Freestyle (featuring Fousheé, 2020)
- Don’t Panic (2020)
- Baddie Betty Boop (2020)
- Anxiety Freestyle (2020)
- Different (2020)
- Somebody (mit Sheff G, 2020)
- 2020 Vision (mit Drewski & Sheff G, 2020)
- Tip Toe (mit Sheff G, 2020, US: Gold)
- Molly (mit Sheff G, 2020, US: Gold)
- Weight On Me (mit Sheff G, 2020, US: Gold)
- Head Tap (mit Pressa & Sheff G, 2020)
- 2055 (2021)
- Scrub (2021)
- Anxiety (feat. Doechii, 2023, US: Gold)

## Auszeichnungen für Musikverkäufe
| Goldene Schallplatte - Dänemark - 2024: für die Single Still Sleep? - Kanada - 2022: für das Album Still Sleep? - 2022: für die Single Head Tap - Neuseeland - 2021: für die Single 2055 - 2025: für die Single Anxiety - Polen - 2024: für die Single 2055 - Portugal - 2021: für die Single 2055 - Vereinigte Staaten - 2023: für das Lied 1999 - 2023: für das Lied Basketball Dreams (Intro) - 2023: für das Lied Lowkey | Platin-Schallplatte - Dänemark - 2025: für die Single 2055 - Kanada - 2023: für die Single Die Young - 2025: für die Single Anxiety - Neuseeland - 2025: für das Album Still Sleep? 2× Platin-Schallplatte - Australien - 2022: für die Single 2055 4× Platin-Schallplatte - Kanada - 2023: für die Single 2055 |

Anmerkung: Auszeichnungen in Ländern aus den Charttabellen bzw. Chartboxen sind in ebendiesen zu finden.
| Land/RegionAuszeichnungen für Musikverkäufe (Land/Region, Auszeichnungen, Verkäufe, Quellen) | Silber     | Gold       | Platin       | Verkäufe   | Quellen              |
| -------------------------------------------------------------------------------------------- | ---------- | ---------- | ------------ | ---------- | -------------------- |
| Australien (ARIA)                                                                            | —          | —          | 2× Platin2   | 140.000    | aria.com.au          |
| Dänemark (IFPI)                                                                              | —          | Gold1      | Platin1      | 135.000    | ifpi.dk              |
| Kanada (MC)                                                                                  | —          | 2× Gold2   | 6× Platin6   | 560.000    | musiccanada.com      |
| Neuseeland (RMNZ)                                                                            | —          | 2× Gold2   | Platin1      | 45.000     | radioscope.co.nz NZ2 |
| Polen (ZPAV)                                                                                 | —          | Gold1      | —            | 25.000     | olis.pl              |
| Portugal (AFP)                                                                               | —          | Gold1      | —            | 5.000      | Einzelnachweise      |
| Vereinigte Staaten (RIAA)                                                                    | —          | 9× Gold9   | 6× Platin6   | 10.500.000 | riaa.com             |
| Vereinigtes Königreich (BPI)                                                                 | 3× Silber3 | —          | Platin1      | 1.060.000  | bpi.co.uk            |
| Insgesamt                                                                                    | 3× Silber3 | 16× Gold16 | 17× Platin17 |            |                      |